# مجموعه شمارا

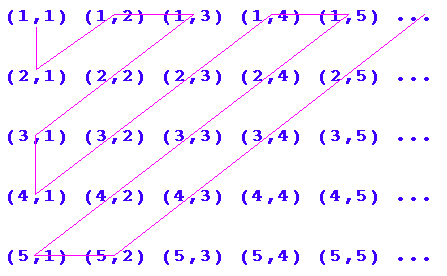
مجموعه شمارا

در ریاضیات، یک مجموعه شماراست اگر یا متناهی باشد یا بتوان تناظری یک به یک از آن با مجموعه اعداد طبیعی ایجاد کرد.
معادلاً، یک مجموعه شماراست اگر تابعی یک به یک از آن به اعداد طبیعی وجود داشته باشد؛ یعنی هر عضوی از آن مجموعه باید به عددی طبیعی و اختصاصی مرتبط شود، یا اینکه اعضای آن مجموعه را بتوان یکی یکی شمرد، با اینکه به علت تعداد اعضای نامتناهی، این شمارش هیچگاه نباید پایان یابد.
به بیان حرفه ای تر، با فرض اصل انتخاب شمارا، یک مجموعه شماراست اگر عدد اصلی آن (تعداد اعضای آن مجموعه) نسبت به مجموعه اعداد طبیعی بیشتر نباشد. به مجموعه شمارایی که متناهی نباشد شمارای نامتناهی می‌گویند.
این مفهوم منتسب به جرج کانتور است، کسی که وجود مجموعه های ناشمارا را اثبات کرد، یعنی مجموعه هایی که شمارا نباشند؛ مثلاً مجموعه اعداد حقیقی.

## تعریف
مجموعه‌ای را شمارا (قابل شمارش) می‌نامند، که یا متناهی است یا عدد کاردینال آن با کاردینالیتهٔ مجموعهٔ اعداد صحیح و مثبت یکی است. به مجموعه‌ای که شمارش‌پذیر نیست، مجموعهٔ ناشمارا (مجموعهٔ غیرقابل شمارش) گفته می‌شود. به‌هنگامی که یک مجموعهٔ نامتناهی S شمارش‌پذیر است، عدد کاردینال آن با {\displaystyle \aleph _{0}\!} نشان داده می‌شود.

## پانوشته‌ها
1. ↑  Finite
2. ↑  Infinite